# Felice di Nola (vescovo)
San Felice di Nola (Nola, seconda metà del I secolo d.C. – Nola, 15 novembre 95) fu il primo vescovo della diocesi di Nola. Viene venerato come santo e martire della Chiesa cattolica; il Martirologio romano ne registra la commemorazione il 15 novembre mentre nel Martirologio geronimiano è ricordato il 27 luglio. Da non confondere con san Felice di Nola, sacerdote del III secolo, detto anche San Felice in Pincis.

## Agiografia
Secondo il racconto della passio, un giorno il giovane Felice liberò con la sua preghiera due uomini indemoniati e il governatore di Nola Archelao, pressato dai sacerdoti pagani, lo arrestò per interrogarlo. Mentre cercava di costringerlo ad adorare le divinità pagane in un tempio della città, una profonda voragine inghiottì l'edificio. In seguito a questo episodio, Felice fu acclamato dal popolo vescovo di Nola e lo stesso Archelao chiese di essere battezzato.
Nell'anno 95 d.C. fu nuovamente arrestato dal Prefetto Marciano durante una delle prime persecuzioni cristiane. Si racconta che Felice sia stato dato in pasto ai leoni i quali, con meraviglia dei presenti, indietreggiarono davanti a lui. Fu poi gettato in una fornace di carboni ardenti, ma riuscì a liberarsi per l'intervento di un angelo. Il Prefetto lo fece allora appendere a testa in giù e, dopo averlo sottoposto ad altre torture, lo fece decapitare il 15 novembre.
Secondo la tradizione, il corpo del martire fu poi seppellito di nascosto all'interno di un pozzo di una casa patrizia sul quale fu in seguito edificato un luogo di culto, che diventerà la cripta della cattedrale di Nola, dove riposano ancora oggi le spoglie del santo.

## Il culto

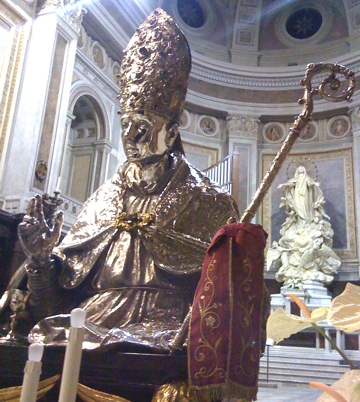
Il busto argenteo di San Felice

A Nola i festeggiamenti in onore di San Felice si tengono il 15 novembre. Il giorno della vigilia viene portato in processione per le strade cittadine un busto settecentesco in argento del santo. In cattedrale si venera anche una statua lignea di Giacomo Bonavita datata 1645, che in passato veniva portata in processione durante le calamità, come accadde anche in occasione dell'eruzione vesuviana del 1906.
Nel 1577 Papa Gregorio XIII elevò ad altare privilegiato quello della cripta: i defunti per i quali si celebra la messa godono, pertanto, dell'indulgenza plenaria.
A Sorrento c'è una chiesa dedicata al vescovo fin dal VII secolo. Si tratta della Chiesa dei santi Felice e Baccolo, che per un periodo fu anche la cattedrale della città. Si ritiene che qui siano conservate alcune reliquie di San Felice. In una ricognizione fatta nel 1968 alla presenza di rappresentanti del clero di Sorrento e di Nola, furono trovate solo poche reliquie promiscue.
Alla fine del Novecento, nella chiesa di Santa Maria Assunta nel comune di Pago del Vallo di Lauro, in località Pernosano, è stato rinvenuto un importante ciclo di affreschi risalente alla prima metà del X secolo che raffigura i tre principali vescovi nolani: San Felice, San Paolino e San Massimo.

### Il miracolo della Manna
Il 15 novembre o in alternativa l'8 dicembre un liquido rugiadoso detto manna scorre in un calice attraverso una fessura del muro oltre il quale è seppellito San Felice; i nolani traggono buoni auspici dal ripetersi annuale di questo evento.

### Il prodigio della Statua
Si narra che il 26 aprile 1872, durante un'eruzione del Vesuvio, la statua di marmo del santo, eretta nel 1796 e oggi inglobata nella villa comunale, si contorse irreversibilmente sulla sinistra in direzione della colata lavica, proteggendo la città minacciata da una nube di ceneri e lapilli. Il 15 novembre dello stesso anno, dopo aver svolto un regolare processo canonico, il vescovo di Nola mons. Giuseppe Formisano riconobbe ufficialmente la prodigiosa contorsione della statua, molto venerata dal popolo e dai fedeli del nolano.